# The Sandman: Overture
The Sandman: Overture è una miniserie a fumetti statunitense creata dall'autore Neil Gaiman (testi) e dal disegnatore J. H. Williams III (matite e chine) e pubblicata dalla DC Comics per l'etichetta Vertigo. Si tratta del prequel della serie a fumetti The Sandman ideata e scritta dallo stesso Neil Gaiman. La storia viene presentata come l'origine di Sandman (Signore del regno dei sogni) partendo dall'origine stessa della Galassia fino ad arrivare al momento in cui viene fatto prigioniero, cioè il preludio all'inizio della serie regolare del 1989.

## Trama
Secondo la linea temporale del nostro mondo la storia inizia nel settembre 1915, quando il Signore dei Sogni (Sandman) decide di convocare il Corinzio nel suo studio londinese. Lo scopo è quello di eliminarlo da ogni realtà in quanto ha violato le sue leggi. Il Corinzio ha infatti oltrepassato il confine tra Il Sogno e la Veglia per arrivare, di sua iniziativa, ad uccidere esseri umani. Mentre i due dialogano, Morte (la sorella di Sandman) arriva nel regno di Destino e gli comunica una terribile notizia; a centinaia di galassie di distanza ha presieduto alla morte del loro fratello Sandman. Chiede a Destino se sia il caso di avvisarlo e cerca di sapere quali saranno le conseguenze sugli altri membri degli Eterni. Destino è come al solito criptico e sconsiglia di leggere il futuro per orientarsi nel presente. Sandman non è ancora però svanito dalla realtà e sente invece un forte richiamo che lo porta nel suo Regno (prima di aver eliminato il Corinzio) e qui si reca nella stanza del trono per prendere la sua armatura e conferire con Lucien. Subito dopo è trascinato da una forza misteriosa a mezzo universo di distanza e apparentemente in un'altra dimensione.
In questo luogo si trova a cospetto di centinaia di versioni di se stesso che dibattono sul motivo dell'insolito raduno. In realtà Sandman si trova a confrontarsi con la sua stessa coscienza che, arrivando a toccare l'intero universo, subisce una continua separazione e mutazione a seconda della consapevolezza di colui che ne entra in contatto. L'avvenimento che ha provocato la concentrazione di una moltitudine di Signori del Sogno è dovuta all'uccisione di un aspetto del Sogno (quindi una personificazione di Sandman). In questo luogo Sandman si confronta anche con la parte più antica di se stesso, quella sognata dalle entità che vivevano tra uno spazio e l'altro. Questa gli rivela che talvolta lui stesso nel corso del tempo ha violato leggi che non potevano essere trasgredite e ora la sua esistenza è in pericolo. Mentre Sogno prende consapevolezza di ciò che sta accadendo le altre personificazioni di se stesso cominciano a svanire, anche se in realtà non è che un'illusione in quanto in quel luogo vi è sempre stato solo lui. Per comprendere pienamente il suo compito futuro si rivolge al suo rubino rosso, con il quale comunica con l'enigmatico Glory. Qui ha modo di sapere che un'azione da lui compiuta nel passato ha dato origine ad una reazione a catena che potrebbe distruggere la realtà.

## Personaggi
- Dream (o Sogno), è il Re delle Terre del Sogno e quindi è la personificazione dell'idea del sognare-immaginare-creare con la mente (infatti è anche denominato Principe delle Storie)[3]. Ha diversi appellativi ma nell'universo fumettistico della DC è noto come Sandman, titolo della popolare serie Vertigo di cui Sandman:Overture è un prequel. Anche in quest'opera Sogno mantiene il suo carattere ombroso e malinconico, dominato da un atteggiamento altezzoso e distaccato[3]. I suoi genitori sono Tempo e Notte, due parti di una stessa coscienza che, separandosi, ha dato inizio all'Universo[4]. Sogno brama l'interesse e l'amore della madre e di fronte a lei si rivela più insicuro e incerto di quanto non lo si sia mai visto[4]. Ci tiene a sottolineare che non è come i suoi altri fratelli e sorelle (gli Eterni) e che è esattamente l'opposto di Desiderio[4].

- Il Corinzio è un essere creato da Morfeo/Sandman per tormentare negli incubi gli esseri viventi. Rappresenta, in forma antropomorfa, uno specchio nero (o black mirror nella descrizione originale) che mostra agli umani la natura più oscura delle loro pulsioni. Sandman lo vede come un mezzo per intimidire e far riflettere i sognatori ma il Corinzio viola le leggi del suo creatore e abbandona il mondo del sogno per camminare e uccidere nel mondo della materia e degli esseri viventi[5]. Per questo sarà distrutto e ricreato da Morfeo ma in questa miniserie è presente la sua prima versione, quella destinata a divenire un temibile serial killer. Nel primo albo siamo infatti nel settembre del 1915 quando Sandman lo convoca nel suo studio londinese per comunicargli che lo vuole distruggere[5].

- Destino, è la personificazione del destino ed appartiene alla schiera degli Eterni in accordo con la mitologia creata da Neil Gaiman sulla serie The Sandman[6]. Si tratta dell'unico degli Eterni non creato dallo scrittore inglese[6]. Fratello maggiore di Sandman, il suo scopo è custodire il Libro che contiene il racconto di tutto ciò che è accaduto e che accadrà[6]. Nonostante sia l'unico a poterlo leggere è cieco ed è condannato ad essere incatenato al libro fino alla fine del tempo[6]. A differenza di Sogno (detto anche Principe delle Storie), lui non crede nelle storie, neppure quelle scritte nel suo libro[4]. Queste sono solo illusione e rimangono indefinite fino al momento in cui il lettore le interpreta con la sua consapevolezza[4]. In questo istante si crea il solco del suo destino[4].

- Morte, appartenente agli Eterni, è la sorella più anziana di Sandman ma più giovane del fratello Destino. Appare a tutte le persone almeno due volte nella vita: una alla nascita e l'altra nel momento appena successivo alla morte.

- Lucien, è il curatore della biblioteca del Regno del Sogno ed è uno dei principali servitori di Sandman. La sua saggezza è sconfinata, dal momento che ha l'accesso ad ogni libro che sia mai stato scritto o anche solo pensato (ma mai realizzato).

## Distribuzione
The Sandman: Overture viene annunciata ad agosto 2013 come miniserie di 6 numeri, la cui distribuzione avviene a partire da ottobre dello stesso anno. Inizialmente è prevista una periodicità bimestrale che però non verrà rispettata. La DC Entertainment la distribuisce sotto l'etichetta Vertigo così come avviene per tutte le pubblicazioni incentrate sul Sandman di Neil Gaiman dal 1993 (anno di fondazione dell'imprint). Il prezzo del primo numero è di $4.99 (4 dollari e 99 centesimi) e quindi nettamente superiore a quello delle serie Vertigo ma dal secondo numero si scende a $3.99 (3 dollari e 99 centesimi). Come per le altre pubblicazioni Vertigo vige il banner Suggested for mature readers, cioè consigliato per un pubblico adulto. Nel caso del primo albo è prevista una copertina alternativa di Dave McKean (la regolare è dell'artista J.H. Williams III) e altre due copertine in bianco e nero, sempre dei due artisti. Si tratta di copertine rare di cui ne vengono stampate 1 ogni 100 copie per quella di Williams e 1 ogni 200 copie per quella di McKean.
Ogni numero della miniserie viene seguito il mese successivo da una Special Edition (cioè edizione speciale) dello stesso albo con interviste al team creativo, artwork inedito, versione speciale delle tavole di Williams e altri extra. Nel caso del primo numero di The Sandman: Overture Special Edition è presente un'intervista all'artista e il processo di creazione di alcune tavole. Si passa dalle matite alle chine e sfumature di grigio per poi arrivare al processo di colorazione. Inoltre il lettering è su traslucido, permettendo quindi di ammirare l'artwork di Williams senza i balloons.

## Accoglienza

### Vendite
I dati di vendita sono molto positivi. Le prenotazioni del primo numero presso il distributore (unico) Diamond Comic posizionano l'albo tra i primi dieci best-sellers del mese di ottobre 2013. Si tratta del 5° albo DC Comics più venduto, dopo Batman n. 24, la miniserie evento Forever Evil, Justice League n. 24 e l'albo di debutto della serie regolare team-up Superman/Wonder Woman. Sandman riesce nell'intento di superare le vendite dei personaggi iconici della Marvel Comics quali Spider-Man, Avengers e X-Men. Il secondo numero sale ulteriormente nelle classifiche di vendita arrivando al 4º posto assoluto (davanti a tutti gli albi della rivale Marvel Comics) e divenendo l'albo a fumetti per un pubblico adulto più venduto nel mese di marzo del 2014.
Di seguito la tabella illustra in ordine la data di copertina di ogni albo della miniserie, la posizione nella classifica mensile di riferimento del distributore Diamond Comic Distributors (unico per i fumetti statunitensi), le copie distribuite in base ai pre-ordini del Mercato Diretto, e le note.
| Albo                       | Data di copertina | Posizione | Copie | Note |
| -------------------------- | ----------------- | --------- | ----- | --- |
| The Sandman: Overture n. 1 | dicembre 2013     | 8         | 93301 | Albo più venduto tra quelli suggeriti per un pubblico adulto                                                                                      |
| The Sandman: Overture n. 2 | maggio 2014       | 4         | 89711 | Supera in vendite ogni albo della Marvel Comics                                                                                                   |
| The Sandman: Overture n. 3 | settembre 2014    | 13        | 72563 | Dopo The Walking Dead rimane la serie più venduta tra quelle per un pubblico adulto                                                               |
| The Sandman: Overture n. 4 | febbraio 2015     | 16        | 58655 | Calo notevole nelle vendite in pre-ordine |
| The Sandman: Overture n. 5 | luglio 2015       | 29        | 53433 | In classifica è penalizzata dalla serie evento Convergence (DC) e dalle serie spin-off del Secret Wars di Jonathan Hickman (Marvel Comics)        |
| The Sandman: Overture n. 6 | novembre 2015     | 18        | 48533 | Calo di quasi il 50% rispetto alle copie del primo numero, ma rimane davanti alla maggior parte degli albi Marvel ed è tra i più venduti della DC |

## Edizione italiana
L'edizione italiana viene curata dalla RW Edizioni, licenziataria delle opere Vertigo per l'Italia. Il primo albo esce a ottobre 2014 e raccoglie la versione Special Edition del n. 1 di The Sandman: Overture. L'opera viene presentata come "L'evento fumettistico del 2014" e in occasione della sua distribuzione viene anche riproposto in versione deluxe il primo volume del Signore dei Sogni, dal titolo Sandman Deluxe n.1 -Preludi e Notturni.